# Nová Víska (Růžová)
Nová Víska (něm. Neudörfel) je zaniklá vesnice v okrese Děčín v Ústeckém kraji, která stávala na severním svahu Pastevního vrchu, jen několik set metrů východně od obce Růžové. 

## Historie

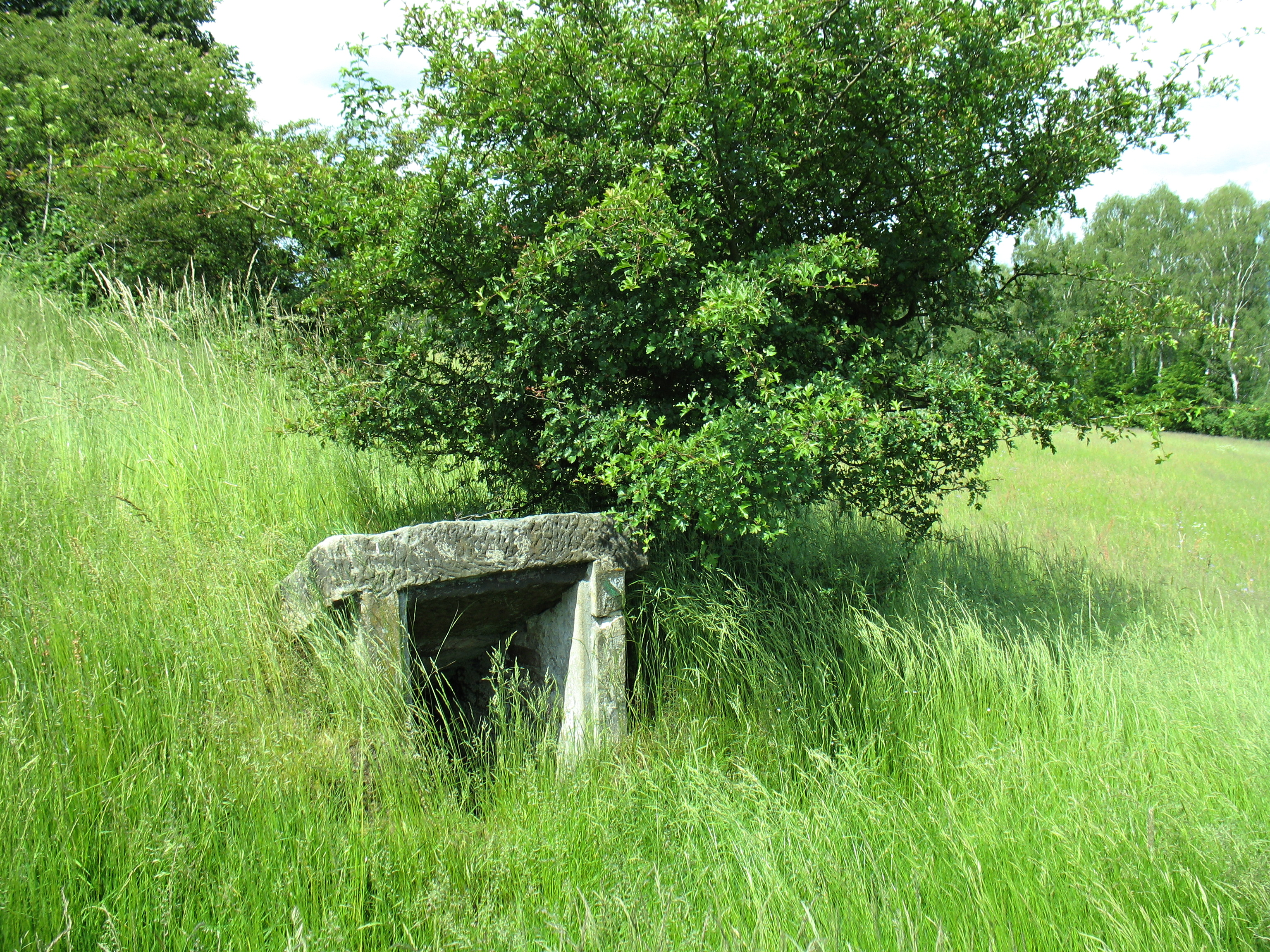
Studna na severním svahu Pastevního vrchu

Vesnice byla založena v roce 1823 a podle záznamů zde v 19. století stálo 23 domů. Vesnička měla dlouhý protáhlý tvar ve směru západ - východ, domy byly rozloženy podél cesty u severního úpatí Pastevního vrchu v nadmořské výšce kolem 330 metrů. V Nové Vísce byla mimo jiné bělírna příze a prádla.
V důsledku odsunu německých obyvatel po roce 1945 došlo k vylidnění obce. Zchátralé domy byly srovnány se zemí, z někdejší vesnice zůstalo zachováno jen několik zděných studní a starých stromů. Jedním z těchto vodních zdrojů byla studna zvaná Gussbrun, jejíž výstavba se datuje do roku 1834, kdy v Čechách panovalo velké sucho a v řekách bylo tak málo vody, že údajně bylo možné v nedalekém Hřensku přebrodit Labe.